# Kościół św. Katarzyny na Muhu
Kościół św. Katarzyny na Muhu – (est. Muhu Katariina kirik) – kościół estońskiego kościoła ewangelicko-luterańskiego. Jest położony w centrum wsi Liiva na wyspie Muhu. Obiekt jest wpisany na listę narodowych zabytków Estonii pod numerem 21007. Należy do najstarszych budynków na wyspie. W pobliżu kościoła znajduje się cmentarz.
Kościół został prawdopodobnie zbudowany w połowie XIII wieku, jako katolicki kościół obronny, pierwsze wzmianki datują istnienie świątyni w 1267 roku. Był to prawdopodobnie kościół drewniany poprzednik obecnego. Na przełomie XIII i XIV wieku nowy, zbudowany z kamienia, jednonawowy kościół, istniejący do dziś został postawiony w tym miejscu.
Należał do Biskupstwa Ozylii. Kościół został niszczony w 1640 roku oraz czasie III wojny północnej.  W 1924 roku zbudowano dach wieży. W 1941 roku kościół został zbombardowany i zniszczeniu uległ jego dach, który został naprawiony dopiero w latach 1956-1969. W czasach ZSRR, kościół był zamknięty i niszczał. Dopiero po odzyskaniu przez Estonię niepodległości,kościół został odnowiony i ponownie wyświęcony w 1994 roku.